# バラクーダ級潜水艦 (1949)
バラクーダ級潜水艦（バラクーダきゅうせんすいかん Barracuda class submarine）は、アメリカ海軍の潜水艦の艦級。アメリカ海軍潜水艦部隊の基礎を築いたバラクーダ級潜水艦（SS-163、SS-164、SS-165）とは関係が無いが、以前の艦級と名前が揃えられている（それぞれバラクーダ、バス、ボニタ）など、アメリカ海軍潜水艦部隊の意気込みが感じられる。
また、フランスで計画中のバラクーダ型原子力潜水艦（シュフラン級）とは別のものである。

## 概要
本級はプロジェクト・ケイオー(Project Kayo) 「潜水艦を用いて敵潜水艦を攻撃、破壊する際の問題を解決する」ために第二次世界大戦後始められた研究開発調査の成果であった。三隻のバラクーダ級潜水艦は SSK （対潜潜水艦）に分類されたが、対潜潜水艦に分類された艦は他にガトー級の「グルーパー」(USS Grouper, SSK-214)、「クローカー」(USS Croaker, SSK-246)がある。
プロジェクトによる革新は低周波バウソナーシステムの装備であった。同級が装着したBQR-4は艦の前方を占め、前部魚雷発射管は後方に移動し外側に向けて装着された。
バラクーダ級潜水艦は同時代の攻撃型潜水艦よりも小さく、設計、建造において単純であることを目指した。増強が続くソ連海軍に対処するため、安価で大量に建造できるように考えられた。また、潜水艦建造の経験がない造船所や、大型で複雑な航空機を大量生産した工場での建造が考えられた。
しかしながらこの試みは、同じような安価で小型の潜水艦建造計画同様に失敗した。第二次世界大戦前のマッケレル級潜水艦や「タリビー」(USS Tullibee, SSN-597)のように、結果は期待通りのパフォーマンスを発揮できなかった艦となった。本級は低速で耐久性が制限されたため、1950年代末までに全艦が退役した。しかしながら本級の装備したソナーは敵潜水艦に対して検知範囲が有効であり、その優秀性が証明された。バウソナー・アレイおよび艦中央部に傾斜して装備された魚雷発射管は本級以降の全ての艦に採用された。
| #              | 艦名                           | 起工       | 就役       | 退役       |
| -------------- | ------------------------------ | ---------- | ---------- | ---------- |
| SSK-1 / SST-3  | K-1 → バラクーダ USS Barracuda | 1949年 7月 | 1951年11月 | 1959年 8月 |
| SSK-2 / SS-551 | K-2 →バス USS Bass             | 1950年 2月 | 1952年11月 | 1957年10月 |
| SSK-3 / SS-552 | K-3 →ボニータ USS Bonita       | 1950年 5月 | 1952年 1月 | 1958年11月 |